# Біверлодж
Біверлодж (англ. Beaverlodge) — містечко в Канаді, у провінції Альберта, у складі муніципального району Ґранд-Прері 1.

## Населення
За даними перепису 2016 року, містечко нараховувало 2465 осіб, показавши зростання на 4,2%, порівняно з 2011-м роком. Середня густина населення становила 430,5 осіб/км².
З офіційних мов обидвома одночасно володіли 130 жителів, тільки англійською — 2 330, а 10 — жодною з них. Усього 165 осіб вважали рідною мовою не одну з офіційних, з них 15 — одну з корінних мов, а 5 — українську.
Працездатне населення становило 1 270 осіб (69% усього населення), рівень безробіття — 7,9% (9,6% серед чоловіків та 4,7% серед жінок). 85% осіб були найманими працівниками, а 13,8% — самозайнятими.
Середній дохід на особу становив $55 231 (медіана $40 046), при цьому для чоловіків — $74 390, а для жінок $35 475 (медіани — $61 184 та $27 904 відповідно).
32,3% мешканців мали закінчену шкільну освіту, не мали закінченої шкільної освіти — 24,7%, 42,4% мали післяшкільну освіту, з яких 19,2% мали диплом бакалавра, або вищий.
| Статево-вікова структура населення | Статево-вікова структура населення | Статево-вікова структура населення | Статево-вікова структура населення | Статево-вікова структура населення |
| ---------------------------------- | ---------------------------------- | ---------------------------------- | ---------------------------------- | ---------------------------------- |
|                                    |                                    |                                    |                                    |                                    |
| Всього                             | Всього                             | 49,9%50,1%                         |                                    |                                    |
| 0 — 14 років                       | 0 — 14 років                       |                                    | 22,3%                              | 22,3%                              |
| 15 — 64 років                      | 15 — 64 років                      |                                    | 61,5%                              | 61,5%                              |
| 65 і більше                        | 65 і більше                        |                                    | 16,2%                              | 16,2%                              |
| 85 і більше                        | 85 і більше                        |                                    | 2,4%                               | 2,4%                               |
| Середній вік (років)               | Середній вік (років)               | 37,239,5                           | 38,4                               | 38,4                               |
| Медіана (років)                    | Медіана (років)                    | 36,237,3                           | 36,7                               | 36,7                               |
| — чоловіки — жінки                 |                                    |                                    |                                    |                                    |

| Походження мешканців:     | Походження мешканців:     | Походження мешканців: | Походження мешканців: | Походження мешканців: |
| ------------------------- | ------------------------- | --------------------- | --------------------- | --------------------- |
| Походження                |                           |                       | осіб                  | %                     |
| Корінні американці        | Корінні американці        |                       | 245                   | 9.94%                 |
| Інше північноамериканське | Інше північноамериканське |                       | 815                   | 33.06%                |
| Європейське               | Європейське               |                       | 1 865                 | 75.66%                |
| британське                | британське                |                       | 1 230                 | 49.9%                 |
| французьке                | французьке                |                       | 215                   | 8.72%                 |
| українське                | українське                |                       | 175                   | 7.1%                  |
| Латинськоамериканське     | Латинськоамериканське     |                       | 10                    | 0.41%                 |
| Азійське                  | Азійське                  |                       | 100                   | 4.06%                 |

| Зайнятість населення за галузями (за класифікацією NOC): | Зайнятість населення за галузями (за класифікацією NOC): | Зайнятість населення за галузями (за класифікацією NOC): | Зайнятість населення за галузями (за класифікацією NOC): | Зайнятість населення за галузями (за класифікацією NOC): |
| -------------------------------------------------------- | -------------------------------------------------------- | -------------------------------------------------------- | -------------------------------------------------------- | -------------------------------------------------------- |
|                                                          |                                                          |                                                          |                                                          |                                                          |
| Управління                                               | Управління                                               |                                                          | 6,8%                                                     | 6,8%                                                     |
| Бізнес, фінанси та адміністрування                       | Бізнес, фінанси та адміністрування                       |                                                          | 11,6%                                                    | 11,6%                                                    |
| Природничі та прикладні науки                            | Природничі та прикладні науки                            |                                                          | 3,6%                                                     | 3,6%                                                     |
| Охорона здоров'я                                         | Охорона здоров'я                                         |                                                          | 3,6%                                                     | 3,6%                                                     |
| Освіта, правозахист, муніципальні та урядові служби      | Освіта, правозахист, муніципальні та урядові служби      |                                                          | 8%                                                       | 8%                                                       |
| Мистецтво, культура, відпочинок та спорт                 | Мистецтво, культура, відпочинок та спорт                 |                                                          | 3,2%                                                     | 3,2%                                                     |
| Роздрібна торгівля та послуги                            | Роздрібна торгівля та послуги                            |                                                          | 23,5%                                                    | 23,5%                                                    |
| Гуртова торгівля, транспорт та обладнання                | Гуртова торгівля, транспорт та обладнання                |                                                          | 25,9%                                                    | 25,9%                                                    |
| Природні ресурси, сільське господарство                  | Природні ресурси, сільське господарство                  |                                                          | 7,2%                                                     | 7,2%                                                     |
| Виробництво                                              | Виробництво                                              |                                                          | 6,4%                                                     | 6,4%                                                     |

## Клімат
Середня річна температура становить 2,3°C, середня максимальна – 20°C, а середня мінімальна – -19,4°C. Середня річна кількість опадів – 482 мм.
| Клімат поселення                              | Клімат поселення | Клімат поселення | Клімат поселення | Клімат поселення | Клімат поселення | Клімат поселення | Клімат поселення | Клімат поселення | Клімат поселення | Клімат поселення | Клімат поселення | Клімат поселення | Клімат поселення |
| Показник                                      | Січ.             | Лют.             | Бер.             | Квіт.            | Трав.            | Черв.            | Лип.             | Серп.            | Вер.             | Жовт.            | Лист.            | Груд.            |                  |
| Середній максимум, °C                         | −6,68            | −3,3             | 2,26             | 10,35            | 16,02            | 19,92            | 20,01            | 19,06            | 14,29            | 8,46             | −1,57            | −6,83            |                  |
| Середня температура, °C                       | −13,03           | −9,64            | −4,08            | 4,00             | 9,68             | 13,57            | 15,54            | 14,58            | 9,80             | 4,00             | −6,04            | −11,29           |                  |
| Середній мінімум, °C                          | −19,37           | −15,98           | −10,44           | −2,34            | 3,34             | 7,24             | 11,06            | 10,11            | 5,34             | −0,49            | −10,51           | −15,76           |                  |
| Норма опадів, мм                              | 28               | 19               | 21               | 19               | 42               | 78               | 77               | 68               | 50               | 29               | 25               | 26               |                  |
| Середньомісячна швидкість вітру, м/с          | 2.70             | 2.70             | 3.00             | 3.33             | 3.48             | 3.22             | 2.90             | 2.80             | 3.05             | 3.24             | 2.87             | 2.80             |                  |
| Середньомісячна сонячна радіація, кДж/м²·день | 2674             | 5953             | 11308            | 16500            | 19917            | 21664            | 21258            | 17584            | 11503            | 6363             | 3054             | 1928             |                  |
| --------------------------------------------- | ---------------- | ---------------- | ---------------- | ---------------- | ---------------- | ---------------- | ---------------- | ---------------- | ---------------- | ---------------- | ---------------- | ---------------- | ---------------- |
| Джерело:                                      |                  |                  |                  |                  |                  |                  |                  |                  |                  |                  |                  |                  |                  |

## Пам'ятки

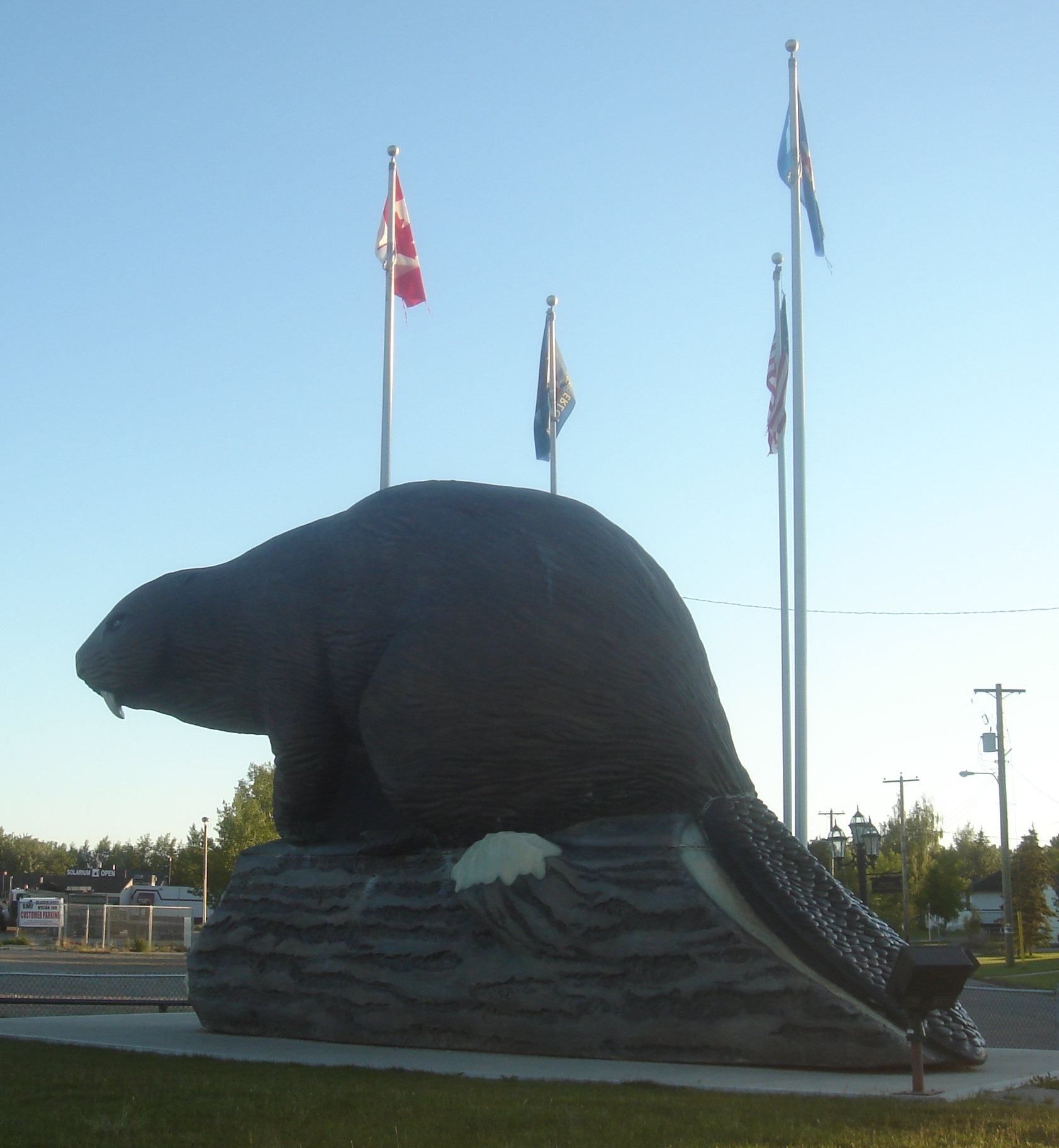
Пам’ятник Гігантському бобру

У 2004 році в міському парку було відкрито пам’ятник Гігантському бобру, який видно з автошляху 43 Альберти.